# Dana Leskinen
Dana Leskinen (Espoo, 22 september 2001) is een voetbalspeelster uit Finland. Ze speelt als aanvaller voor IFK Norrköping DFK in de Zweedse Damallsvenskan.

## Clubcarrière
Dana Leskinen begon haar carrière op twaalfjarige leeftijd in haar geboorteplaats FC Honka Espoo. Op een PL Cup toernooi in Ylivieska speelde ze in zes wedstrijden waarin ze zes keer wist te scoren. 
In het seizoen 2017 speelde Leskinen van 6 mei tot 18 juni in de Naisten Liiga, het op één na hoogste niveau van Finland. Datzelfde jaar maakte Leskinen op 6 mei 2017 ook haar profdebuut in een met 9-1 gewonnen uitwedstrijd tegen HJK Helsinki waarin Leskinen drie keer wist te scoren.
Hierna vertrok Leskinen uit haar geboorteland om een buitenlands avontuur aan te gaan bij het Duitse TSG 1899 Hoffenheim. Op 7 oktober 2017 maakte Leskinen haar debuut voor Hoffenheim in de B-junioren Bundesliga in een 2-2 gelijkspel tegen de leeftijdsgenoten van 1. FFC Frankfurt. Leskinen bekroonde haar debuut door beide doelpunten in deze wedstrijd te maken.
Op 15 oktober 2017 maakte Leskinen haar debuut voor het tweede elftal van Hoffenheim in een 4-2 overwinning op het tweede elftal van Bayer 04 Leverkusen door in te vallen voor Paulina Krumbiegel in de 67ste minuut. In een wedstrijd tegen SV Sindelfingen maakte Leskinen haar eerste doelpunt voor het tweede elftal van Hoffenheim. In het volgende seizoen kwam Leskinen negen wedstrijden uit voor het tweede elftal van Hoffenheim waarin ze drie doelpunten maakte.
Begin 2019 keerde Leskinen terug in Finland bij FC Honka Espoo. Hier speelde Leskinen twee seizoenen in het eerste elftal waarin ze tot 31 wedstrijden elf doelpunten kwam. Voorafgaande aan het seizoen 2021 stapte Leskinen over naar Åland United. Met deze club wist ze kampioen van Finland te worden. Leskinen was hierin doorslaggevend door 24 doelpunten te maken. 
Op 10 januari 2024 keerde Leskinen terug naar Duitsland om voor 1. FC Nürnberg te gaan spelen. Leskinen maakte haar debuut voor de club uit Beieren in een uitwedstrijd tegen MSV Duisburg door in de 46ste minuut in te vallen voor Amélie Thöle. Op 23 maart 2024 speelde Leskinen haar laatste wedstrijd voor 1. FC Nürnberg. Kleine gezondheidsproblemen en het niet kunnen settelen in Neurenberg waren de redenen dat Leskinen ervoor koos om na een paar maanden alweer dichter bij huis te gaan voetballen.
IFK Norrköping DFK maakte op 17 april 2023 wereldkundig Leskinen te hebben overgenomen.  Twee dagen later maakte Leskinen haar debuut in de Damallsvenskan door in de 67ste minuut in te vallen voor Sabina Ravnell in een thuiswedstrijd tegen Djurgårdens.

## Statistieken
| Seizoen | Club                   | Competitie        | Competitie | Competitie | Beker | Beker | Overig | Overig | Totaal | Totaal |
| Seizoen | Club                   | Competitie        | Wed.       | Dlp.       | Wed.  | Dlp.  | Wed.   | Dlp.   | Wed.   | Dlp.   |
| ------- | ---------------------- | ----------------- | ---------- | ---------- | ----- | ----- | ------ | ------ | ------ | ------ |
| 2017    | FC Honka Espoo         | Kansallinen Liiga | 0          | 0          | 0     | 0     | 0      | 0      | 0      | 0      |
| 2017/18 | TSG 1899 Hoffenheim II | 2de Bundesliga    | 13         | 2          | 10    | 3     | 0      | 0      | 10     | 3      |
| 2018/19 | TSG 1899 Hoffenheim II | 2de Bundesliga    | 9          | 3          | 0     | 0     | 0      | 0      | 9      | 3      |
| 2019    | FC Honka Espoo         | Kansallinen Liiga | 16         | 4          | 0     | 0     | 0      | 0      | 16     | 4      |
| 2020    | FC Honka Espoo         | Kansallinen Liiga | 18         | 7          | 0     | 0     | 0      | 0      | 18     | 7      |
| 2021    | Åland United           | Kansallinen Liiga | 22         | 9          | 0     | 0     | 2      | 0      | 24     | 9      |
| 2022    | Åland United           | Kansallinen Liiga | 13         | 4          | 0     | 0     | 0      | 0      | 13     | 4      |
| 2023    | Åland United           | Kansallinen Liiga | 23         | 11         | 0     | 0     | 0      | 0      | 23     | 11     |
| 2023/24 | 1. FC Nürnberg         | Bundesliga        | 2          | 0          | 0     | 0     | 0      | 0      | 2      | 0      |
| 2024    | IFK Norrköping DFK     | Damallsvenskan    | 1          | 0          | 0     | 0     | 0      | 0      | 1      | 0      |
| Totaal  | Totaal                 | Totaal            | 117        | 40         | 0     | 0     | 2      | 0      | 119    | 40     |

Bijgewerkt t/m 4 mei 2024.

## Interlandcarrière
Dana Leskinen heeft voor jeugdteams onder 17, onder 18 en onder 19 van Finland in totaal 18 wedstrijden gespeeld waarin ze zes keer tot scoren kwam. Op 23 oktober 2017 maakte Leskinen haar debuut voor Finland onder 17. Daarnaast werd Leskinen ook opgenomen in de Finse selectie voor het EK 2018 in Litouwen. Op dit eindtoernooi wist Finland de derde plaats te behalen. Leskinen kwam vier wedstrijden op het toernooi in actie. Met het onder 17 team kwam Leskinen tevens uit op het WK 2018 waarin de groepsfase het eindstation was. Leskinen kwam twee wedstrijden in actie.
In april 2021 werd Leskinen voor het eerst opgeroepen voor het seniorenteam van Finland voor een vriendschappelijke wedstrijd tegen Oostenrijk.
Op 12 juni 2021 maakte Leskinen haar debuut voor Finland onder 23 in een 1-2 nederlaag tegen Frankrijk.  Op 23 september 2023 maakte Leskinen haar eerste twee doelpunten voor het onder 23 team van Finland in een 10-0 overwinning op Liechtenstein.
Leskinen maakte op 31 mei 2024 haar debuut voor het seniorenteam van Finland door in de 83ste minuut in te vallen voor Jutta Rantala in een EK 2025 kwalificatieduel tegen Nederland in Rotterdam.